# Whipping Post
Whipping Post est une chanson du groupe de rock américain Allman Brothers Band extraite de leur premier album studio, The Allman Brothers Band, sorti aux États-Unis le 4 novembre 1969.
Elle n'est pas sortie en single.
Selon le magazine musical américain Rolling Stone, la meilleure version de cette chanson est la version de 23 minutes parue sur l'album en concert At Fillmore East.
En 2004, Rolling Stone a classé cette chanson 383e sur sa liste des « 500 plus grandes chansons de tous les temps ». (En 2010, le magazine a mis à jour sa liste, maintenant la chanson est 393e.) Le Rock and Roll Hall of Fame l'a incluse dans sa liste des « 500 titres qui ont forgé le rock and roll ».

## Composition
La chanson a été écrite par Gregg Allman. La version studio de l'album The Allman Brothers Band a été produite par Erik Jacobsen, la version live de l'album At Fillmore East a été produite par Tom Dowd.